# 犯罪心理 (韩国电视剧)
《犯罪心理》（韓語：크리미널 마인드），為韓國tvN於2017年7月26日起播出的水木連續劇，由《IRIS》楊允浩、《The Good Wife》李政孝（中途退出）導演與《能看見鬼的警察處容》洪勝賢作家共同製作。此劇講述行為分析師們剖析最棘手的案件，分析兇手的心理和作案特徵，並在他們再次施暴前預測出他們的下一步行動，協助當地警察捉拿兇手的故事。此劇翻拍自美國電視劇《犯罪心理》。台灣由KKTV、friDay影音、台灣愛奇藝播出，香港由Viu播出。

## 劇情簡介
隨着罪犯手段愈來愈兇殘，分析罪犯心理，準確推論出罪犯的行為模式及特徵，試圖在他們再次犯案前預測出下一步的行動，及早將他們逮捕歸案的“犯罪心理”小組應運而生。面對兇惡冷血的罪犯，以及受害者家屬的斑斑血淚，成員們每日如履薄冰，為了聲張正義、為了守護城市中所有珍惜的人而戰

## 演員陣容

### 主要人物
| 演員                     | 角色   | 介紹 | 粵語配音 |
| 李準基 （少年：姜怡碩）  | 金賢俊 | NCI行動分析組搜索要員，兼備優越的現場搜索能力及犯罪側寫技術。 本來是警察特勤小組成員，因為一次醫院爆炸事件導致同袍死亡而開始不相信犯罪側寫，轉至重案組當個普通的刑警。後來被姜基炯發現為警察大學犯罪側寫研修第一期首席出身，因此於首集結案後被姜基炯邀請加入NCI。 十四年前初戀女友毛智恩被殺害，在他心裡留下揮之不去的陰影。自警大畢業後沒有一天不想調查出羅野江10代少女殺人案的真相。 | 鄧永健   |
| 文彩元 （少年： 鄭叡仁） | 河善雨 | NCI行動分析組行動分析師，總是以冷靜的外表隱藏真實的自己。 在加入NCI前是性暴力專案組的刑警，六年前一次逮捕連環姦劫案犯人的過程中自薦當誘餌，卻被犯人綁架，更目擊犯人對另一名受害人施暴，在她的內心深處留下了傷口。 十四年前羅野江10代少女殺人案的最初目擊者，也是毛智恩的好友。 | 鄭家蕙   |
| 孫賢周                   | 姜基炯 | NCI行動分析組組長，擁有韓國最頂尖的犯罪側寫技術。發覺金賢俊的才能無論如何也要將他挖角進NCI。內心深處過不去的關卡便是開膛手殺害自己的妻子，但為了組員和兒子依然勇敢堅守組長的職位，帶領組員偵破各種特殊犯罪事件。 | 羅偉亮   |

### 國情院所屬國家犯罪情報局（NCI） 行動分析組
| 演員   | 角色   | 介紹 | 粵語配音 |
| 李善彬 | 劉敏英 | 媒體聯絡人，憑藉華麗的外貌和伶俐的口才攫獲眾人的目光。                                                     | 何凱怡   |
| 高允   | 李韓   | 心理分析師，擁有醫學及心理學雙博士學位。IQ187但同理心0的最年少天才組員。                                   | 郭湛深   |
| 裕善   | Nana黃 | 情報分析師，對自己頂尖的情報蒐集和駭客能力感到驕傲，但最自豪的是自己的外貌。                               | 陳子瑩   |
| 金永哲 | 白山   | 局長。 |          |
| 李受美 | 韓昇慧 | 所屬法醫，為行動分析組提供法醫相關資訊，與淑女的外貌不符的是熱衷於各類體育項目，是一位擁有反轉魅力的人物。 | 馮詠恩   |

### 其他人物
| 演員                           | 角色          | 介紹 | 粵語配音 |
| 金康勳                         | 姜韓星        | 姜基炯的兒子。深受行動分析組組員們的照顧和疼愛。 | 陳凱婷   |
| 吳娟受                         | 徐惠媛        | 姜基炯的妻子，開膛手連環殺人案受害者之一，在自家客廳遭開膛手槍殺死亡。 | 王綺婷   |
| 成燦                           | 崔尚賢        | 金賢俊的好友兼同事，在醫院爆炸事故中喪生。 |          |
| 崔允瑄                         | 崔娜英        | 崔尚賢的妹妹，事故發生後金賢俊視她如自己的親妹妹照顧著。 京畿道西北部連環殺人案最後一位受害者，後被金賢俊所救。 | 石梓晴   |
| 金吝勸                         | 安尚哲        | 少年院保護觀察官，患有強迫症，對自己的外貌没信心，性功能衰退。 京畿道西北部連環殺人案真兇，利用朴宰旻綁架女子。學生時期曾向女生表白但失敗，留下心理創傷，因此專挑年輕女子下手。 | 鄧燦陽   |
| 金元海                         | 金永哲/Ripper | 將自己偽裝成開膛手連環殺人案歷劫歸來的受害者，實際上，就是令國民聞風喪膽的開膛手殺人魔。童年時，經常被喝醉的父親虐打，母親卻未能保護他，對父母心生怨恨，九歲時放火燒死父母，從此專挑情侶檔下手殺害。為了不讓自己被逮捕入獄，專門挾持警界高層的家屬威脅相關人士，但遇到毫不妥協的姜基炯，只好犯下更多殺人案以換取協商機會，最後在年少時待過的精神病院遭姜基炯開槍打死。 | 楊啟健   |
| 林炯俊                         | 徐振煥        | 照相館老闆。 母親和兒子遭開膛手脅持，被迫替他頂罪。 | 蔡威賢   |
| 具件敏                         | 鄭夏恩        | 劉敏英的姪女，父母因交通意外而過世，現在與劉敏英一同生活。 | 石梓晴   |
| 林秀香                         | 宋友京        | 尹正燮的妻子，偽裝成常常受到尹正燮家暴，實際上是南天市連環女性綁架謀殺案的策劃者，利用尹正燮和姜在德掩護自己。年少時期遭到繼父性侵虐待，母親卻強迫她保密，留下了不可磨滅的心理創傷，因此專挑少女下手，利用受害人的善心犯案。 | 馮詠恩   |
| 李圭復                         | 尹正燮        | 宋友京的丈夫，南天市連環女性綁架謀殺案幫兇。 |          |
| NC.A                           | 趙恩靜        | 南天市連環女性虐待殺人案受害者之一。 | 廖欣怡   |
| 權昭賢                         | 權有真        | 南天市連環女性連環虐待殺人案受害人之一，最後獲救。 | 石梓晴   |
| 金瑞慶                         | 姜在德        | 連續殺人案嫌疑犯。 |          |
|                                | 宋友京的母親  | 明知丈夫對女兒性侵虐待仍強迫她保密。 | 陳凱婷   |
| 趙漢哲                         | 張基泰        | 國道女性連環槍擊案兇手。 工作壓力大加上長期受到妻女無視，將抑壓的憤怒發洩在殺人身上。 | 蔡威賢   |
| 李允美                         | 李尚熙        | 松仁市兒童連環綁架案兇手之一。童年時長期受到養父母虐待，將養父母虐待自己的行為施加在被綁架的兒童身上。 | 廖欣怡   |
| 朴賢淑                         | 吳順英        | 金振宇的母親。在兒子失蹤八年間，一直沒有放棄尋找他。 | 陳雪瑩   |
| 鄭俊元                         | 金振宇        | 吳順英的兒子，松仁市兒童連環綁架案第一個受害者。被李尚熙脅迫一同犯下其他兒童綁架案，為了避免其他被抓來的孩子們受到李尚熙虐待經常出手相救，反遭李尚熙毒打。 |          |
| 李韓書                         | 黃宥娜        | 松仁市兒童連環綁架案受害者之一。 |          |
| 劉恩美                         | 妍書          | 松仁市兒童連環綁架案受害者之一。 |          |
| 崔智苑                         |               | 松仁市兒童連環綁架案受害者之一。 |          |
| 金度娫                         |               | 黃宥娜的母親。 | 陳凱婷   |
| 鄭泰祐                         | 金民秀        | ｢執行官｣殺人案兇手，患有多重人格障礙。 從小受到父親虐待，在父親死後分裂出父親的人格。 |          |
| 孔正煥                         | 趙英勳        | 建築師，安汝珍的丈夫。北部女大生連環殺人案兇手，患有人格障礙，是名蘿莉控。 童年時受到母親虐待，借招聘助手為名，專挑女大生下手。 | 蔡威賢   |
| 金好貞                         | 安汝珍        | 趙英勳的妻子。 為避免兒子遭受丈夫毒手，聲稱自己殺害兒子，實際上將他秘密送走。雖然表示自己也是北部女大生連環殺人案的兇手，但没有明確證據證實。不願讓兒子知道親生父母是殺人兇手，直到接受死刑前的最後一刻都堅稱自己確實是共犯。 | 陳凱婷   |
| 李龍女                         | 吳美淑        | 安汝珍的母親。在女兒年幼時長期受到丈夫虐打。 |          |
| 崔宏一                         |               | 看守所所長。 |          |
| 金權                           | 姜浩英        | 金賢俊的好友，是極少數知道羅野江10代少女殺人案真相的人。本來打算向金賢俊坦白，卻被開膛手殺害。 | 鄧燦陽   |
| 朴蒔恩                         | 毛智恩        | 金賢俊的初戀女友，河善雨的好友。 羅野江10代少女殺人案受害者。因為目睹金泰俊遭金正秀下手猥褻，被帶到研修院殺害棄屍河邊。 | 廖欣怡   |
| 安承煥                         | 金泰俊        | 金賢俊的哥哥。 因爲知道羅野江10代少女殺人案的真相被吳正泰駕車撞傷成植物人。 |          |
| 鄭雅美                         |               | 金賢俊的母親。 | 陳雪瑩   |
| 李勝勳                         | 吳正泰        | 負責偵查羅野江10代少女殺人案的刑事組班長。 本來打算舉報金正秀猥褻全州天主教青年中心的少年，但因爲女兒罹患稀有病無錢就醫而接受金正秀父親的賄賂，包疪金正秀的罪行並駕車將金泰俊撞成植物人，導致羅野江10代少女殺人案過了14年仍未結案。 知道金賢俊重新調查此案後，打算殺了金正秀偽裝成他畏罪自殺以逃避刑責，卻在金賢俊抵達現場後開槍殺死金正秀再吞槍自盡。                 | 何家裕   |
| 崔尚俊                         | 崔尚浩        | 全州市天主教青年中心縱火案疑犯。年少時也曾遭到金正秀下手猥褻，原本前途一片光明的他認為人生從此有了汙點而一蹶不振。 |          |
| 李忠九                         | 金翰中        | 全州市天主教青年中心院長，金正秀的父親。 |          |
| 金盛煥                         | 金正秀        | 全州市天主教青年中心行政室長，金翰中的私生子。 涉嫌猥褻青年中心的少年，包括姜浩英、崔尚浩、金泰俊等人。因其猥褻行為被毛智恩目擊而殺人滅口，被姜浩英目睹一切，威脅姜浩英不得聲張。 | 蔡威賢   |
| 林采沿                         | 朴松兒        | 女子游泳隊隊員，女泳隊隊員綁架案受害者之一。 | 石梓晴   |
| 尹恕仁                         | 李宥珍        | 女子游泳隊隊員，女泳隊隊員綁架案受害者之一。 | 王綺婷   |
| 朴栩詠                         | 洪慧仁        | 女子游泳隊成員，女泳隊隊員綁架案受害者之一。遭李宥珍用鐵鎚打死。 | 馮詠恩   |
| 孫善勤                         | 金興植        | 女子游泳隊教練。 | 陳漢祺   |
| 李振沐                         | 鄭班長        | 偵查女泳隊隊員綁架案的刑警。 |          |
| 金慶龍                         |               | 李宥珍的父親。和池秀哲爭吵的過程中看不慣出手干預的池妍熙而對她動粗，卻害得池妍熙被冰箱壓傷從此不能繼續運動生涯。 |          |
| 薛智允                         |               | 李宥珍的母親。 |          |
| 金英宣                         |               | 朴松兒的母親。目睹池妍熙被李宥珍的父親推倒傷殘，卻因為懦弱逃避的心理不敢出庭作證。 | 陳凱婷   |
| 金鎮浩                         |               | 洪慧仁的父親。 | 何家裕   |
| 朴忠善                         | 池秀哲        | 女泳隊隊員綁架案犯人。 與李宥珍的父母有房屋租賃糾紛，在爭執時女兒池妍熙被意外推倒後傷殘，不能再游泳，朴松兒的母親又不願出庭作證，因此心存怨恨，處心積慮綁架朴松兒、李宥珍及洪慧仁。 | 柯偉聰   |
| 申談秀 （少年：金冠秀）        | 鄭道日        | 法院書記官，被輕判者連環殺人案兇手。 少年時家人慘遭殺害，但兇手被輕判。由於在法院任職書記官看到許多不公平的判決，導致心理不平衡，而殺害被輕判者。 |          |
| 朴誠一                         | 孔炯奎        | 銀行保全，遭遇搶劫後接受2天治療，從此變得精神不正常。 模仿鄭道日試圖殺害被輕判者證人的韓雪拉，並佯裝自己是其他殺人案件的兇手，其實是明星心理作祟。 |          |
| 黃寶美                         |               | YTB新聞主播。 |          |
| 林哲亨                         | 韓基延        | 率先完整報導被輕判者連環殺人案的記者。 |          |
| 许栋元                         | 黃仁哲        | 被輕判者連環殺人案受害者之一。 從小被父母虐待，高中時期殺害父母，因心理問題被判無罪。 |          |
| 韓素英                         | 姜智妍        | 黃仁哲的妻子。 |          |
| 高尹厚 （少年：鄭尚賢/鄭俊賢） | 姜東俊        | 雙胞胎哥哥。樣品房連環殺人案兇手，從第二起事件開始模仿弟弟手法犯案。幼時目睹母親外遇離家出走跟父親燒炭自殺，心裡留下陰影，婚後與妻兒又相處不融正進行離婚訴訟官司。 | 柯偉聰   |
| 高尹厚 （少年：鄭尚賢/鄭俊賢） | 姜東民        | 雙胞胎弟弟。第一宗樣品房連環殺人案的兇手，與韓基哲起爭執時意外遭刺死。幼時目睹母親外遇離家出走跟父親燒炭自殺，夢想是建造一棟屬於自己的房子，在約會服務網站上預約女子服務後被輕視而引發第一宗殺人案件。 | 柯偉聰   |
| 金智雅                         |               | 在約會網站上提供約會服務的女子，樣品房連環殺人案受害者。 |          |
| 施多媛                         |               | 在約會網站上提供約會服務的女子，樣品房連環殺人案受害者。 |          |
| 盧紀允                         | 朴智善        | 按摩小姐。 被姜東俊找去樣品房服務。後來向他其求饒時，提到自己單獨扶養孩子而未被下重手。 | 王綺婷   |
| 李尚洪                         | 韓基哲        | 遊民。 因爭執而誤殺姜東民，並偷取他殺人後從受害者身上拿走的物品。 | 陳漢祺   |
| 創造                           |               | 發傳單的工讀生。樣品房連環殺人案受害人。 |          |
| 閔頌雅                         | 崔宥琳        | 女子連環強姦案受害者。 | 石梓晴   |
|                                | 素熙          | 女子連環強姦案受害者，受害後發現自己懷上犯人的孩子選擇自殺了結。 | 廖欣怡   |
| 楊承瀚                         | 金英秀        | 女子連環強姦案犯人。 年幼時目擊母親與其他男人廝混，從此對所有女性都存有偏見，認為女性都是口嫌體正直。 在前女友登記結婚的一周前開始犯案，起初專挑信奉基督教的女大生下手，在其中一名受害人因懷孕自殺後，事隔六個月再次犯案，並將目標轉移至渴望懷孕的女子。在綁架河善雨時因對女性及被害者口出狂言，遭河善雨盛怒開槍打死。                                                 | 鄧燦陽   |
| 文馨珠                         | 洪尚美        | 性暴力專案組組長，亦是負責女子連環強姦案的刑警。是河善雨以前當刑警時的上司。 | 陳雪瑩   |
| 廉智詠                         | 朴佳妍        | 女子連環強姦案受害者。 |          |
| 韓恩善                         | 韓娜英        | 金亨秀的前女友。因遭金亨秀施暴而與他分手並墮胎，之後與別人結婚移民。 | 馮詠恩   |
| 金基秀                         | 姜治煥        | 模仿連環犯罪案兇手。因崇拜開膛手殺人魔追隨其腳步並模仿過去NCI偵辦過的殺人事件手法，在學校加入犯罪心理研究社團故對偵辦審問的模式也相當熟悉。 | 鄧燦陽   |
| 朴韓率                         | 孫娜京        | 模仿連環犯罪案受害者。 |          |
| 趙上雄                         | 崔英真        | 模仿連環犯罪案幫兇，未婚妻遭開膛手殺害想趁機接觸到開膛手並報仇但未果。 |          |
| 朴根瀅                         | 權廳長        | 為免家人被開膛手追殺，與開膛手簽下契約答應不再追捕他。 |          |
| 南明烈                         | 尹熙哲        | 警察廳犯罪側寫師，姜基炯的老師。 家人被他追蹤的犯人殺害後，七年來逐個殺害其身邊的人。 | 柯偉聰   |

## 案件列表
| 集數  | 案件名稱                   | 與美版相關的情節 | 結尾名言                                                                             |
| 1-2   | 京畿道西南部女性連環殺人案 | 第一季第1集《Extreme Aggressor》 第三季第11集《Birthright》                                                                  | 沒有必要將邪惡歸結於超自然因素，人類自身就足以犯下每一種惡行。——约瑟夫·康拉德        |
| 2-3   | 列車脅持人質案             | 第一季第9集《Derailed》 | 你很難打敗腦海中的敵人。——莎莉肯普頓                                                 |
| 3-4   | 開膛手連環殺人案           | 第一季第7集《The Fox》 第一季第15集《Unfinished Business》 第二季第18集《Jones》 第四季第18集《Omnivore》 第五季第9集《100》 | 如果說惡魔不存在的話，那是因為被人類取代了。——陀思妥耶夫斯基                         |
| 5     | 炭疽桿菌生化襲擊案         | 第一季第13集《Poison》 第一季第21集《Secrets and Lies》 第二季第10集《Lessons Learned》 第四季第24集《Amplification》        | 有時候比起謊言，信念反而是這世界上最大的敵人。——弗里德里希·尼采                      |
| 6-7   | 南天市女性連環虐待殺人案   | 第二季第3集《The Perfect Storm》 第一季第20集《Charm and Harm》                                                              | 犯下罪行的人，不僅傷害到他人，承受最大傷害的往往是自身。——苏格拉底                   |
| 7-8   | 國道女性連環槍擊案         | 第二季第17集《Distress》 第四季第11集《Normal》                                                                              | 命運不會因為帶給你一場大不幸就此滿足。——普布里乌斯·西鲁斯                            |
| 8-10  | 松仁市兒童連環綁架案       | 第一季第12集《What Fresh Hell》 第五季第16集《Mosley Lane》                                                                  | 希望是邪惡的，因為它會延長痛苦。——弗里德里希·尼采                                    |
| 10-11 | ｢執行官｣連環殺人案         | 第一季第17集《A Real Rain》 第二季第14集《The Big Game》 第二季第15集《Revelations》                                         |                                                                                      |
| 12-13 | 北部女大生連環殺人案       | 第一季第14集《Riding the Lightning》                                                                                         | 世界上最美好的事物，看不見、也碰觸不到， 它們只能被用心感受。——海倫·凱勒             |
| 13-14 | 姜浩英謀殺案               | 第二季第12集《Profiler, Profiled》                                                                                           | 能夠斷言的是沒有神、惡魔和地獄，因此毋須再害怕。——弗里德里希·尼采                    |
| 13-14 | 羅野江女高生謀殺案         | 不適用 | 能夠斷言的是沒有神、惡魔和地獄，因此毋須再害怕。——弗里德里希·尼采                    |
| 14-15 | 女泳隊隊員綁架案           | 第二季第7集《North Mammon》                                                                                                  | 千里之堤毀於蟻穴，人性毀滅始於小惡行。——約翰·班揚                                    |
| 15-16 | 被輕判者連環殺人案         | 第一季第17集《A Real Rain》                                                                                                  | 我反對暴力，是因為暴力看似能帶來短暫的正面效果，但終將後患無窮。——聖雄甘地           |
| 16-17 | 樣品房連環殺人案           | 第二季第17集《Distress》 | 生在幸福的家庭和不幸的家庭是相同的準則，然而人類卻很難擺脫它的枷鎖。——陀思妥耶夫斯基 |
| 18    | 女子連環強姦案             | 第二季第5集《The Aftermath》 第一季第4集《Plain Sight》 第五季第23集《Our Darkest Hour》                                     | 悲劇是一種工具，讓生者增長智慧，但不能引導生活的方式。——罗伯特·肯尼迪                |
| 19-20 | 連環模仿犯罪案             | 第八季第24集《Replicator》 第二季第13集《No Way Out》                                                                        | 上帝與魔鬼在那裡奮鬥，戰場便在人們心中。——陀思妥耶夫斯基                             |

## 原聲帶
- Part.1（發行日期：2017年8月2日）

| 曲序 | 曲目                         | 演唱    | 时长 |
| ---- | ---------------------------- | ------- | ---- |
| 1.   | Higher Plane（Feat. 姜珉耿） | Flowsik | 3:23 |
| 2.   | Higher Plane（Inst.）        |         | 3:23 |

- Part.2（發行日期：2017年9月14日）

| 曲序 | 曲目                 | 演唱   | 时长 |
| ---- | -------------------- | ------ | ---- |
| 1.   | Another Day          | 柳會勝 | 3:51 |
| 2.   | Another Day（Inst.） |        | 3:51 |

## 收視率
| 集數       | 播出日期   | AGB 收視率       | AGB 收視率     | 排行     | 排行     | TNmS 全國收視率 |
| 集數       | 播出日期   | 大韓民國（全國） | 首爾（首都圈） | 所有節目 | 戲劇節目 | TNmS 全國收視率 |
| ---------- | ---------- | ---------------- | -------------- | -------- | -------- | --------------- |
| 1          | 2017/07/26 | 4.187%           | 5.491%         | 1        | 1        | 4.9%            |
| 2          | 2017/07/27 | 3.480%           | 4.406%         | 1        | 1        | 3.8%            |
| 3          | 2017/08/02 | 2.884%           | 3.363%         | 1        | 1        | 3.3%            |
| 4          | 2017/08/03 | 2.995%           | 3.679%         | 1        | 1        | 3.3%            |
| 5          | 2017/08/09 | 2.368%           | 2.996%         | 1        | 1        | 2.8%            |
| 6          | 2017/08/10 | 3.358%           | 3.872%         | 1        | 1        | 3.6%            |
| 7          | 2017/08/16 | 2.544%           | 3.269%         | 1        | 1        | 2.7%            |
| 8          | 2017/08/17 | 3.156%           | 3.560%         | 1        | 1        | 3.0%            |
| 9          | 2017/08/23 | 2.292%           | 2.794%         | 1        | 1        | 2.3%            |
| 10         | 2017/08/24 | 3.140%           | 3.843%         | 1        | 1        | 3.7%            |
| 11         | 2017/08/30 | 2.036%           | 2.539%         | 1        | 1        | 2.3%            |
| 12         | 2017/08/31 | 2.514%           | 2.879%         | 3        | 1        | 2.9%            |
| 13         | 2017/09/06 | 2.236%           | 2.766%         | 1        | 1        | 2.4%            |
| 14         | 2017/09/07 | 2.934%           | 3.124%         | 2        | 1        | 2.7%            |
| 15         | 2017/09/13 | 2.119%           | 2.647%         | 1        | 1        | 2.5%            |
| 16         | 2017/09/14 | 2.482%           | 2.887%         | 2        | 1        | 2.6%            |
| 17         | 2017/09/20 | 2.474%           | 3.126%         | 1        | 1        | 2.5%            |
| 18         | 2017/09/21 | 2.947%           | 3.116%         | 2        | 1        | 2.8%            |
| 19         | 2017/09/27 | 2.241%           | 2.982%         | 1        | 1        | 2.3%            |
| 20         | 2017/09/28 | 3.048%           | 3.805%         | 1        | 1        | 2.6%            |
| 平均收視率 | 平均收視率 | 2.772%           | 3.357%         | -        | -        | 2.95%           |

- 收視最低的集數以藍色表示，收視最高的集數以紅色表示，而空格則表示該集的收視沒有相關數據。

## 外部連結
- 官方网站

| tvN 水木劇                                | tvN 水木劇                                         | tvN 水木劇 |
| ----------------------------------------- | -------------------------------------------------- | ---------- |
|                                           | 犯罪心理 （2017年7月26日 - 2017年9月28日）         |            |
| 第三醫院 （2012年9月5日 - 2012年11月8日） | 付岩洞復仇者們 （2017年10月11日 - 2017年11月16日） |            |

| 新加坡 HUB娱家戏剧台 韓國速蜜達 星期日 22:00 - 00:15 | 新加坡 HUB娱家戏剧台 韓國速蜜達 星期日 22:00 - 00:15 | 新加坡 HUB娱家戏剧台 韓國速蜜達 星期日 22:00 - 00:15 |
| ---------------------------------------------------- | ---------------------------------------------------- | ---------------------------------------------------- |
|                                                      | 犯罪心理 （2017年8月6日 - 10月8日）                  |                                                      |
| Circle：相連的兩個世界 （2017年6月18日 - 7月30日）   | 美妝學概論 （2017年10月15日 - 10月22日）             |                                                      |

| 马来西亚 八度空间 韩流精选 星期一至四 22:30 - 23:30 · 2月14日至16日 停播                                                                                             | 马来西亚 八度空间 韩流精选 星期一至四 22:30 - 23:30 · 2月14日至16日 停播 | 马来西亚 八度空间 韩流精选 星期一至四 22:30 - 23:30 · 2月14日至16日 停播 |
| --- | ------------------------------------------------------------------------ | ------------------------------------------------------------------------ |
| | 犯罪心理：韩国（原音版） （2018年1月29日 - 2018年3月19日） 18            |                                                                          |
| 颠覆爱情（原音版） （星期一至二 21:30 - 22:30） （2017年11月13日 - 2018年1月23日）三流之路（原音版） （星期三至四 21:30 - 22:30） （2017年11月15日 - 2018年1月25日） | Cross：神的礼物（原音版） （2018年3月20日 - 2018年4月25日）              |                                                                          |
| （重播）星期二 00:00 - 02:00（两集连播） 6月4日起，改为星期二至三 01:00 - 02:00                                                                                      |                                                                          |                                                                          |
| Cross：神的礼物（原音版） （重播） （2019年1月15日 - 2019年4月2日）                                                                                                  | 犯罪心理：韩国（原音版） （2019年4月9日 - 2019年7月9日）                 | 金装律师（原音版） （重播） （2019年7月10日 - 2019年9月）                |

| 香港 Now劇集台 星期一至五 22:00 - 23:15      | 香港 Now劇集台 星期一至五 22:00 - 23:15 | 香港 Now劇集台 星期一至五 22:00 - 23:15       |
| -------------------------------------------- | --------------------------------------- | --------------------------------------------- |
|                                              | （2018年5月11日 - 2018年6月7日）        |                                               |
| 愛情的溫度 （2018年4月13日 - 2018年5月10日） | 操作 （2018年6月8日 - 2018年6月29日）   |                                               |
| 香港 ViuTV 星期一至五 20:30 - 21:45          |                                         |                                               |
| 醫療船 （2018年6月25日－2018年7月27日）      | （2018年7月30日－2018年8月27日）        | 今生是第一次 （2018年8月28日－2018年9月24日） |

| 新加坡、 马来西亚、 香港、 臺灣、 泰國、 柬埔寨、 緬甸、 菲律賓、 印度尼西亞、 斯里蘭卡tvN Asia 星期一、二 23:00 - 00:15 | 新加坡、 马来西亚、 香港、 臺灣、 泰國、 柬埔寨、 緬甸、 菲律賓、 印度尼西亞、 斯里蘭卡tvN Asia 星期一、二 23:00 - 00:15 | 新加坡、 马来西亚、 香港、 臺灣、 泰國、 柬埔寨、 緬甸、 菲律賓、 印度尼西亞、 斯里蘭卡tvN Asia 星期一、二 23:00 - 00:15 |
| --- | --- | --- |
| | 犯罪心理 （2019年3月25日 - 2019年5月28日）                                                                               | |
| 吹笛子的男人 （2019年1月28日 - 2019年3月19日）                                                                           | 救救我 （2019年6月3日 - 2019年7月23日）                                                                                  | |